# Supercoralli
Supercoralli è una collana della casa editrice Einaudi iniziata nel 1948. Pubblica letteratura di ogni genere ed è considerata la collana di punta dell'editore.

## Storia editoriale
La collana nasce dal successo della serie dei Coralli Einaudi, una sorta di versione più grande degli stessi (i Coralli contenevano opere più brevi), che ne richiamava la veste grafica.
I primi volumi, in carta ruvida bianca e rilegati in tela, presentavano il nome dell'autore in alto a destra, un'immagine ad occupare il centro e il titolo sotto quest'ultima. La prima opera scelta per questa collana è Menzogna e sortilegio, primo romanzo di Elsa Morante, che aveva pubblicato sei anni prima il racconto Le bellissime avventure di Caterì dalla trecciolina e che diverrà una presenza costante del catalogo Einaudi.
Dal 1956 il formato cambia, diventando quello più conosciuto: libri rilegati azzurri velati da una sovraccoperta bianca. A mutare successivamente è l'impostazione della copertina, che vede cambiare i caratteri utilizzati e riposizionate le immagini (la posizione classica è in centro, con i lati lasciati bianchi), fino a giungere ad oggi, con copertine in vecchio stile e altre più moderne con immagini che occupano tutto lo spazio. In ogni caso, i Supercoralli sono riconoscibili per i lati rigorosamente bianchi che riportano il solo cognome dell'autore, il titolo dell'opera e il simbolo della casa editrice. Il formato viene alterato solo fra il 1975 e il 1979, quando esce una serie in brossura, che fonde peraltro lo stile dei Supercoralli a quello dei Nuovi Coralli, circondando le immagini di cornici variamente colorate.

## Volumi pubblicati

### 1948
- Elsa Morante, Menzogna e sortilegio.

### 1949
- Walter van Tilburg Clark, La città delle foglie tremanti, traduzione di Antonio Ghirelli.
- David Herbert Lawrence, Figli e amanti, trad. di Franca Cancogni.
- Theodore Dreiser, Il titano, trad. di Bruno Fonzi.
- Marcel Proust, La strada di Swann, trad. di Natalia Ginzburg.
- Marcel Proust, I Guermantes, trad. di Mario Bonfantini.
- Thomas Wolfe, Angelo, guarda il passato, trad. di Jole Jannelli Pinna Pintor.
- Alfred Döblin, Addio al Reno, trad. di Ruth Leiser e Franco Fortini.
- Augusto Monti, Tradimento e fedeltà.

### 1950
- Cesare Pavese, La bella estate.
- Saki, L'insopportabile Bassington, trad. di Orsola Nemi e Henry Furst.
- Anna Seghers, I sette della miniera, trad. di Anita Rho.
- Marcel Proust, Sodoma e Gomorra, trad. di Elena Giolitti.
- Marcel Proust, La prigioniera, trad. di Paolo Serini
- Hans Fallada, Ognuno muore solo, trad. di Clara Coïsson.

### 1951
- Marcel Proust, All'ombra delle fanciulle in fiore, trad. di Franco Calamandrei e Nicoletta Neri.
- Eduardo De Filippo, Cantata dei giorni dispari, volume I.
- Marcel Proust, Albertine scomparsa, trad. di Franco Fortini.
- Theodore Dreiser, Nostra Sorella Carrie, trad. di Gabriele Baldini.
- Bertolt Brecht, Teatro, volume I, a cura di Emilio Castellani e Renata Mertens.
- Marcel Proust, Il tempo ritrovato, trad. di Giorgio Caproni.

### 1952
- Thomas Mann, I Buddenbrook.
- Joyce Cary, La strega africana.
- Anna Seghers, I morti non invecchiano.
- Natalia Ginzburg, Tutti i nostri ieri.
- James T. Farrell, La vita di Studs Lonigan.

### 1953
- Joyce Cary, Mister Johnson. Aissa è salva.
- Marcel Proust, Jean Santeuil.

### 1954
- Bertolt Brecht, Teatro, volume II.
- Béatrix Beck, Léon Morin, prete.
- Stefan Heym, I crociati in Europa.

### 1955
- Theodore Dreiser, Il finanziere.
- Simone de Beauvoir, I Mandarini.
- Carlo Emilio Gadda, I sogni e la folgore.
- Lion Feuchtwanger, Il falso Nerone.

### 1956
- Ralph Ellison, Uomo invisibile.
- Maurice Druon, Le grandi famiglie.

### 1957
- Robert Musil, L'uomo senza qualità, volume I.
- Elsa Morante, L'isola di Arturo.
- Aldous Huxley, Foglie secche.
- Roger Peyrefitte, Le amicizie particolari.
- Francis Scott Fitzgerald, Tenera è la notte.
- David Herbert Lawrence, Donne innamorate.

### 1958
- Eduardo De Filippo, Cantata dei giorni dispari, volume II.
- Robert Musil, L'uomo senza qualità, volume II.
- Bertolt Brecht, Il romanzo da tre soldi.
- Francesco Jovine, Signora Ava.
- Pier Antonio Quarantotti Gambini, La calda vita.
- Carlo Cassola, Fausto e Anna.
- Aldous Huxley, Due o tre Grazie e tutti i racconti.
- Italo Calvino, I racconti.

### 1959
- Marguerite Duras, I cavallini di Tarquinia.
- Bertolt Brecht, Gli affari del signor Giulio Cesare e Storie da calendario.
- Arthur Schnitzler, Girotondo e altre commedie.
- Carlo Cassola, Il taglio del bosco.
- Marek Hłasko, L'ottavo giorno della settimana.
- Louis Aragon, Le campane di Basilea.
- Arthur Miller, Teatro.
- Eduardo De Filippo, Cantata dei giorni pari.
- Le meraviglie del possibile. Antologia della fantascienza.

### 1960
- Cesare Pavese, Opere, volume I: Racconti.
- Francesco Jovine, Racconti.
- Carlo Cassola, La ragazza di Bube.
- Hermann Broch, I sonnambuli.
- Simone de Beauvoir, Memorie d'una ragazza perbene.
- Giorgio Bassani, Le storie ferraresi.
- Carlo Emilio Gadda, L'Adalgisa.
- Italo Calvino, I nostri antenati.
- Storie di fantasmi.
- Poeti del Novecento italiani e stranieri.
- Budd Schulberg, I disincantati.

### 1961
- Bertolt Brecht, Teatro, volume III.
- Bertolt Brecht, Teatro, volume IV.
- Cesare Pavese, Opere, volume II: Romanzi.
- Cesare Pavese, Opere, volume III: Romanzi.
- Il secondo libro della fantascienza. Le meraviglie del possibile.
- Eugène Ionesco, Teatro I.
- Andrej Belyj, Pietroburgo.
- Carlo Emilio Gadda, Il castello di Udine.
- Giani Stuparich, Il ritorno del padre.
- Dylan Thomas, Prose e racconti.
- Anonimo triestino, Il segreto.
- Bonaventura Tecchi, L'isola appassionata.
- Samuel Beckett, Teatro.
- Federico García Lorca, Teatro.
- Carlo Cassola, Un cuore arido.
- J. D. Salinger, Il giovane Holden.
- Ernest Hemingway, Opere, volume I: I quarantanove racconti.
- Ernest Hemingway, Opere, volume II: Tre libri.
- Ernest Hemingway, Opere, volume III: Morte nel pomeriggio.
- Simone de Beauvoir, L'età forte.

### 1962
- Robert Musil, L'uomo senza qualità, volume III.
- Cesare Pavese, Opere, volume IV: Il mestiere di vivere.
- Cesare Pavese, Opere, volume V: Poesie.
- Il'ja Ehrenburg, Il disgelo.
- Giorgio Bassani, Il giardino dei Finzi-Contini.
- Henry Miller, L'incubo ad aria condizionata.
- J. D. Salinger, Nove racconti.
- Teatro uno.
- Theodore F. Powys, Gli occhi di Dio.
- Saul Bellow, Le avventure di Augie March.
- Charles Percy Snow, Il caso Howard.
- Carlo Cassola, La visita.
- Cesare Pavese, Poesie edite e inedite.
- Edward M. Forster, Passaggio in India.
- Eugene O'Neill, Teatro.

### 1963
- Carlo Emilio Gadda, La Madonna dei Filosofi.
- Simon Vestdijk, L'isola del rum.
- Natalia Ginzburg, Lessico famigliare.
- William Carlos Williams, I racconti del dottor Williams.
- Carlo Emilio Gadda, La cognizione del dolore.
- J. D. Salinger, Franny e Zooey.
- Fortunato Seminara, Il vento nell'oliveto. Disgrazia in casa Amato. Il diario di Laura.
- Hermann Broch, Gli incolpevoli.
- Giorgio Bassani, L'alba ai vetri.
- Bernard Malamud, Una nuova vita.
- Vittorio Bodini, I poeti surrealisti spagnoli.
- Elsa Morante, Lo scialle andaluso.
- Bertolt Brecht, Teatro.
- Tennessee Williams, Teatro.

### 1964
- Robert Musil, Racconti e teatro.
- Giorgio Bassani, Dietro la porta.
- Jean Reverzy, La vera vita.
- Bernard Malamud, Il barile magico.
- Ramón J. Sender, Cronaca dell'alba.
- Lalla Romano, La penombra che abbiamo attraversato.
- Carlo Emilio Gadda, Le meraviglie d'Italia. Gli anni.
- Katherine Anne Porter, La nave dei folli.
- Arthur Miller, Dopo la caduta.
- James F. Powers, Morte di Urban.
- Carlo Cassola, Il cacciatore.
- John Osborne, Teatro.
- William Styron, E questa casa diede alle fiamme.

### 1965
- Heimito von Doderer, La scalinata.
- Natalia Ginzburg, Cinque romanzi brevi.
- Sherwood Anderson, Un povero bianco.
- Robert Frost, Conoscenza della notte e altre poesie.
- Dylan Thomas, Poesie.
- Umberto Saba, Il Canzoniere.
- Bertolt Brecht, Poesie e canzoni.
- Carlo Emilio Gadda, Giornale di guerra e di prigionia.
- Patrick White, L'esploratore.
- Charles P. Snow, Gli uomini nuovi.
- László Németh, Una vita coniugale.
- Vittorio Sereni, Gli strumenti umani.
- Henry Miller, Ricordati di ricordare.
- J. D. Salinger, Alzate l'architrave, carpentieri e Seymour.
- Cesare Pavese, Opere, volume VI: Dialoghi con Leucò.
- Ivy Compton-Burnett, Madre e figlio.
- Italo Calvino, Le Cosmicomiche.
- Edgar Lee Masters, Spoon River Anthology.

### 1966
- Eduardo De Filippo, Cantata dei giorni dispari, volume III.
- Cesare Pavese, Opere, volume VII: Lettere 1924-1944.
- Cesare Pavese, Opere, volume VIII: Lettere 1945-1950.
- Simone de Beauvoir, La forza delle cose.
- Michail Bulgakov, Romanzo teatrale.
- Aldous Huxley, Giallo cromo.
- Sean O'Casey, Teatro.
- Teatro televisivo americano, a cura di Paolo Gobetti.
- Alan Sillitoe, Le chiavi di casa.
- Paul Éluard, Poesie.
- Edward Dahlberg, Mia madre Lizzie.
- John Wain, Giù con la vita!.
- Ivy Compton-Burnett, Un dio e i suoi doni.
- Peter Weiss, L'istruttoria.
- Dario Fo, Commedie.
- Katherine Anne Porter, Bianco cavallo, bianco cavaliere.
- Tennessee Williams, Tutti i racconti.

### 1967
- Witold Gombrowicz, Ferdydurke.
- Arthur Adamov, Teatro.
- Nigel Dennis, Carte di identità.
- Carlo Cassola, Storia di Ada.
- Michail Bulgakov, Il Maestro e Margherita.
- Raffaello Brignetti, Il gabbiano azzurro.
- Raymond Queneau, I fiori blu.
- Eugene O'Neill, Più grandiose dimore.
- Carmen Laforet, Nada.
- William Carlos Williams, Poesie.
- Edward Dahlberg, Vita da cani.
- Eugène Ionesco, Teatro 2.
- Michail Bulgakov, La guardia bianca.
- Peter Weiss, La persecuzione e l'assassinio di Jean-Paul Marat.
- André Breton, Poesie.
- Italo Calvino, Ti con zero.

### 1968
- Henry Miller, Big Sur e le arance di Hieronymus Bosch.
- Il'ja Ehrenburg, Le straordinarie avventure di Julio Jurenito.
- Andrej Platonov, Ricerca di una terra felice.
- Flannery O'Connor, La vita che salvi può essere la tua.
- Carlo Cassola, Ferrovia locale.
- Bernard Malamud, L'uomo di Kiev.
- Angelo Maria Ripellino, Poesie di Chlebnikov.
- Elsa Morante, Il mondo salvato dai ragazzini.
- Henri Michaux, Lo spazio interiore.
- Beppe Fenoglio, Il partigiano Johnny.
- Flann O'Brien, Una pinta d'inchiostro irlandese.
- William Styron, Le confessioni di Nat Turner.
- Giovanni Camerana, Poesie.
- Peter Weiss, Discorso sul Viet Nam.

### 1969
- Bernard Kops, Il dissenso di Dominick.
- Robert Antelme, La specie umana.
- Isaak Babel', L'Armata a cavallo.
- Lalla Romano, Le parole tra noi leggère.
- Juan Larrea, Versione celeste.
- Anthony Powell, Venusberg.
- Giorgio Manganelli, Nuovo commento.
- Michail Zoščenko, Prima che sorga il sole.
- Beppe Fenoglio, La paga del sabato.
- Anthony Burgess, Un'arancia a orologeria.
- Julio Cortázar, Il gioco del mondo.
- Bertolt Brecht, Turandot e Atti unici.
- Elio Vittorini, La città del mondo.
- Jurij Oleša, Invidia e I tre grassoni.
- Jorge Luis Borges, Carme presunto e altre poesie.
- William Gerhardie, Futilità.
- Teatro Dada.
- Carlo Cassola, Una relazione.
- Raymond Queneau, Icaro inviolato.
- David Levine, Identikit.

### 1970
- Edward Albee, Teatro.
- Peter Weiss, Congedo dai genitori e Punto di fuga.
- Michail Bulgakov, Racconti.
- James Purdy, Rose e cenere.
- Biagio Marin, La vita xe fiama.
- Mario Vargas Llosa, La Casa Verde.
- Jean Cocteau, Teatro.
- Beppe Fenoglio, I ventitré giorni della città di Alba e La malora.
- Raymond Queneau, Suburbio e fuga.
- Carlo Cassola, Paura e tristezza.
- Bruno Schulz, Le botteghe color cannella.
- Peter Weiss, Trotskij in esilio.
- Dylan Thomas, Ritratto del poeta attraverso le lettere.

### 1971
- Sherwood Anderson, Racconti dell'Ohio.
- James Purdy, Rose e cenere.
- Raymond Queneau, Pierrot amico mio.
- Marina Jarre, Negli occhi di una ragazza.
- Nelly Sachs, Poesie.
- Robert Penn Warren, Racconto del tempo e altre poesie.
- Lalla Romano, Tetto Murato.
- Isaak Babel', Stelle erranti.
- Samuel Beckett, Come è.
- Flann O'Brien, Il terzo poliziotto.
- Günter Grass, Anestesia locale.
- Oreste Del Buono, I peggiori anni della nostra vita.
- Pier Antonio Quarantotti Gambini, Gli anni ciechi.
- José María Arguedas, I fiumi profondi.
- Ennio Flaiano, Un marziano a Roma e altre farse.
- Ernst Toller, Teatro.
- Louis-Ferdinand Céline, Il Ponte di Londra.
- Carlo Bertolazzi, El nost Milan e altre commedie.
- Achille Campanile, L'inventore del cavallo.
- LeRoi Jones, Quattro commedie per la Rivoluzione nera.

### 1972
- Anthony Burgess, La Dolce Bestia.
- Samuel Beckett, Primo amore. Novelle. Testi per nulla.
- Ivy Compton-Burnett, Servo e serva.
- Sherwood Anderson, Storia di me e dei miei racconti.
- Goffredo Parise, Il ragazzo morto e le comete.
- Harold Pinter, Teatro.
- Tudor Arghezi, Accordi di parole.
- Primo Levi, Se questo è un uomo. La tregua.
- Alberto Arbasino, La bella di Lodi.
- Mario Bonfantini, Scomparso a Venezia.
- Franco Cordero, Opus.
- Angelo Maria Ripellino, Sinfonietta.
- Edward Dahlberg, Le acque del Flegetonte.
- Giorgio Manganelli, Agli dèi ulteriori.
- Gottfried Benn, Poesie statiche.
- Konstantin Vaghinov, Bambocciata.
- Marina Jarre, Un leggero accento straniero.
- Thomas Mann, Altezza Reale.
- Heinrich Böll, Foto di gruppo con signora.
- Julien Gracq, La Penisola.
- Bernard Malamud, Gli inquilini.
- Goffredo Parise, Sillabario n. 1.
- Italo Calvino, Le città invisibili.
- Teatro del Grand Guignol.
- Luigi Magnani, Il nipote di Beethoven.

### 1973
- Michel de Ghelderode, Teatro.
- Franco Cordero, Pavana.
- Germán Espinosa, Le coorti del diavolo.
- William H. Gass, Prigionieri del Paradiso.
- Lalla Romano, L'ospite.
- Susan Sontag, Il kit della morte.
- Monique Lange, Una strana voce.
- Victor Segalen, René Leys.
- Silvina Ocampo, Porfiria.
- Bruno Fonzi, Tennis.
- James Purdy, La versione di Geremia.
- Giorgio Manganelli, Lunario dell'orfano sannita.
- Elio Vittorini, Conversazione in Sicilia.
- Italo Calvino, Il castello dei destini incrociati.
- Augusto Frassineti, Misteri dei Ministeri.
- Simone de Beauvoir, A conti fatti.
- Beppe Fenoglio, Un Fenoglio alla prima guerra mondiale, a cura di Gino Rizzo.

### 1974
- Goffredo Parise, La grande vacanza.
- Peter Weiss, Hölderlin.
- Paolo Volponi, Corporale.
- Julio Cortázar, Componibile 62.
- Felisberto Hernández, Nessuno accendeva le lampade.
- John Hawkes, Arazzo d'amore.
- José María Arguedas, Tutte le stirpi.
- Edward Estlin Cummings, Poesie e lettere.
- Günter Grass, Dal diario di una lumaca.
- Renzo Rosso, Gli uomini chiari.
- Dieter Forte, Martin Lutero & Tommaso Münzer.
- Carlo Levi, L'Orologio.
- Dylan Thomas, Il dottore e i diavoli.

### 1975
- Friedrich Dürrenmatt, Teatro.

Da questo momento i volumi vengono pubblicati in brossura. Riprenderanno la copertina rigida nel 1979.
- Heinrich Böll, Il nano e la bambola.
- Primo Levi, Il sistema periodico.
- Giovanni Arpino, Domingo il favoloso.
- Brianna Carafa, La vita involontaria.
- Lalla Romano, La villeggiante.
- Jorge Amado, Teresa Batista stanca di guerra, trad. di Giuliana Segre Giorgi.
- Pier Paolo Pasolini, La nuova gioventù.
- Carlo Cassola, Il taglio del bosco (già 1959).
- Carlo Cassola, La ragazza di Bube (già 1960).
- Marina Jarre, Viaggio a Ninive.
- Julio Ramón Ribeyro, Cronaca di San Gabriel.
- Simone de Beauvoir, La forza delle cose (già 1966).
- Simone de Beauvoir, Memorie d'una ragazza perbene (già 1960).
- Beppe Fenoglio, Il partigiano Johnny (già 1968).
- Heinrich Böll, L'onore perduto di Katharina Blum.
- Dacia Maraini, Donna in guerra.
- Louis-Ferdinand Céline, Nord.
- Bruno Fonzi, Equivoci e malintesi.
- Pier Paolo Pasolini, La Divina Mimesis.

### 1976
- Nanni Balestrini, La violenza illustrata.
- David H. Lawrence, Figli e amanti (già 1949).
- Patrick White, I passeggeri del Carro.
- Primo Levi, Se questo è un uomo. La tregua (già 1972).
- Sergej Tret'jakov, Giovane in Cina.
- Carlo Emilio Gadda, La cognizione del dolore (già 1963).
- Italo Calvino, I racconti.
- Italo Calvino, Le Cosmicomiche (già 1965).
- Rosetta Loy, La porta dell'acqua.
- Paul Léautaud, Il piccolo amico. In memoriam. Amori.
- Jean Tardieu, Teatro.
- Vincenzo Consolo, Il sorriso dell'ignoto marinaio.
- José María Arguedas, Festa di sangue.
- Silvina Ocampo, I giorni della notte.
- Pier Paolo Pasolini, L'usignolo della Chiesa Cattolica.
- Cesare Pavese, Racconti (già 1960).
- Giovanni Arpino, Il primo quarto di luna.
- Oreste Del Buono, Tornerai.
- Henry Miller, I libri nella mia vita.
- Pier Paolo Pasolini, Lettere luterane.
- Cesare Zavattini, Al macero. 1927-1940.

### 1977
- Edgar Lee Masters, Spoon River Anthology (già 1965).
- Harold Pinter, Teatro (già 1972).
- John Osborne, Teatro (già 1964).
- Anthony Burgess, MF.
- Antonio Di Benedetto, Zama.
- Juan Rulfo, Pedro Páramo.
- Max Frisch, Montauk.
- Max von der Grün, Strada sdrucciolevole.
- Cesare Pavese, Poesie edite e inedite (già 1962).
- Jurij Trifonov, Lungo addio.
- Elio Vittorini, Conversazione in Sicilia (già 1973).
- Elio Vittorini, Gli anni del «Politecnico». Lettere 1945-1951.
- Giovanni Arpino, Azzurro tenebra.
- Giorgio Manganelli, Pinocchio: un libro parallelo.
- Pier Paolo Pasolini, San Paolo.
- Natalia Ginzburg, Famiglia.

### 1978
- John Berryman, Canti onirici e altre poesie.
- Carmelo Samonà, Fratelli.
- Franco Fortini, Una volta per sempre.
- Alberto Savinio, Tragedia dell'Infanzia.
- Marcel Proust, L'Indifferente.
- Manuel Puig, Il bacio della donna ragno.
- Paolo Volponi, Il pianeta irritabile.
- Richard Wright, Fame americana.
- Samuel Beckett, Teatro (già 1961).
- Italo Calvino, I nostri antenati (già 1960).
- Natalia Ginzburg, Cinque romanzi brevi (già 1964).
- Natalia Ginzburg, Lessico famigliare (già 1963).
- Giorgio Mario Bergamo, L'estate, forse.
- Giulio Del Tredici, Tarbagatai.
- Primo Levi, La chiave a stella.
- Arthur Miller, Teatro (già 1959).
- Noël Coward, Commedie.

### 1979
- Hans Magnus Enzensberger, Mausoleum.

I volumi tornano ad essere stampati nel formato classico.
- Didier Decoin, John Inferno.
- Italo Calvino, Se una notte d'inverno un viaggiatore.
- Louis-Ferdinand Céline, Casse-pipe.
- Gertrude Stein, C'era una volta gli americani.
- Jurij Osipovič Dombrovskij, La facoltà di cose inutili.
- Günter Grass, Il Rombo.
- Mario Vargas Llosa, La zia Julia e lo scribacchino.
- Jorge Amado, Teresa Batista stanca di guerra, trad. di Giuliana Segre Giorgi (già 1975).
- Lalla Romano, Una giovinezza inventata.s

### 1980
- Virginia Woolf, Il volo della mente. Lettere 1888-1912.
- Ivy Compton-Burnett, Il presente e il passato, trad. di Bruno Fonzi e Camillo Pennati.
- Francesca Sanvitale, Madre e figlia.
- José María Arguedas, Il Sexto, trad. di Angelo Morino.
- Hans Magnus Enzensberger, La fine del Titanic.
- Paolo Volponi, Poesie e poemetti 1946-66.
- Vladimir Kormer, La talpa della storia, trad. di Sergio Leone.
- Francis Scott Fitzgerald, I taccuini.
- Virginia Woolf, Le cose che accadono. Lettere 1912-1922.
- Heinrich Böll, Assedio preventivo.

### 1981
- Luigi Malerba, Diario di un sognatore.
- Francesco Leonetti, Campo di battaglia.
- Paolo Volponi, Il lanciatore di giavellotto.
- Bernard Malamud, Le vite di Dubin.
- Kate Chopin, Storia di un'ora.
- Lalla Romano, Inseparabile.
- Heinrich Böll, Vai troppo spesso a Heidelberg.
- Alberto Savinio, Hermaphrodito.
- Marguerite Yourcenar, Memorie di Adriano.
- Vittorio Sereni, Il musicante di Saint-Merry e altri versi tradotti.
- William Butler Yeats, Fiabe irlandesi.
- Marguerite Yourcenar, Care memorie.

### 1982
- Antonio Delfini, Diari.
- Raymond Queneau, Piccola cosmogonia portatile.
- Rex Warner, La caccia all'Oca selvatica, trad. di Carlo Fruttero.
- Raffaele La Capria, Tre romanzi di una giornata.
- Primo Levi, Se non ora, quando?.
- Hjalmar Bergman, I Markurell.
- Evgenij Evtušenko, Il posto delle bacche.
- Franco Fortini, Il ladro di ciliegie.
- Louis-Ferdinand Céline, Guignol's Band.
- Virginia Woolf, Cambiamento di prospettiva. Lettere 1923-1928.
- Marguerite Yourcenar, Archivi del Nord.
- Louis-Ferdinand Céline, Nord (già 1975).
- Kenneth Grahame, Il vento nei salici.
- Giovanni Giudici, Addio, proibito piangere e altri versi tradotti.
- Elias Canetti, Teatro.
- Elsa Morante, Aracoeli.
- Antonio Delfini, Il ricordo della Basca.

### 1983
- Simone de Beauvoir, La cerimonia degli addii.
- Julio Cortázar, Il viaggio premio.
- Michelangelo Antonioni, Quel bowling sul Tevere.
- Il giardino del tempo e altri racconti. Il terzo libro della fantascienza, a cura di Sergio Solmi.
- Natalia Ginzburg, La famiglia Manzoni.
- Mario Luzi, La cordigliera delle Ande.
- Ottiero Ottieri, I due amori.
- Marcel Proust, Poesie.
- Lalla Romano, Le metamorfosi.
- Carmelo Samonà, Il custode.
- Mario Vargas Llosa, La guerra della fine del mondo.
- Marguerite Yourcenar, Come l'acqua che scorre.
- Italo Calvino, Palomar.

### 1984
- Thomas Bernhard, La fornace.
- Katharine Briggs, Fiabe popolari inglesi.
- Franco Fortini, Paesaggio con serpente.
- Natalia Ginzburg, La città e la casa.
- Bernard Malamud, Dio mio, grazie.
- Raymond Queneau, Troppo buoni con le donne.
- Jean-Paul Sartre, La mia guerra. Diari e racconti.
- Sebastiano Vassalli, La notte della cometa.

### 1985
- Bruno Barilli, Il paese del melodramma.
- Heinrich Böll, La ferita.
- Noël Coward, Commedie.
- Daniele Del Giudice, Atlante occidentale.
- Kawabata Yasunari, Bellezza e tristezza.
- Siegfried Kracauer, Georg.
- Pier Paolo Pasolini, Passione e ideologia (1948-1958).
- I racconti di Ise (Ise Monogatari), a cura di Michele Marra.
- Jean-Paul Sartre, Freud. Una sceneggiatura.
- Claude Simon, La strada delle Fiandre.
- Elio Vittorini, I libri, la città, il mondo.
- Virginia Woolf, Un riflesso dell'altro.
- Marguerite Yourcenar, Il Tempo, grande scultore.
- Delio Tessa, L'è el dì di Mort, alegher! De là del mur e altre liriche.
- Lewis Carroll, Cara Alice... Lettere di Charles Ludwidge Dodgson.
- Hermann Broch, I sonnambuli, volume II: Esch o l'anarchia.
- Hermann Broch, I sonnambuli, volume III: Huguenau o il realismo.

### 1986
- Hermann Broch, I sonnambuli, volume I: Pasenow o il romanticismo.
- Giovanni Arpino, Passo d'addio.
- Thomas Bernhard, Gelo.
- Alberto Cavallari, La fuga di Tolstoj.
- Giovanni Giudici, Salutz (1984-1986).
- Jean Lévi, Il Grande Imperatore e i suoi automi.
- Elsa Morante, La Storia.
- Manuel Puig, Sangue di amor corrisposto.
- Mario Rigoni Stern, Amore di confine.
- Lalla Romano, Romanzo di figure.
- Paolo Volponi, Con testo a fronte.
- Robert Walser, L'assistente.

### 1987
- Charles Baudelaire, I fiori del male e altre poesie.
- Sylvain Bemba, Sony Labou Tansi, Wole Soyinka, Ben Tomoloju, Teatro africano.
- Tahar Ben Jelloun, Creatura di sabbia.
- Heinrich Böll, Donne con paesaggio fluviale.g
- Louis-Ferdinand Céline, Pantomima per un'altra volta.
- Guido Ceronetti, Compassioni e disperazioni. Tutte le poesie 1946-1986.
- Günter Grass, La Ratta.
- Bohumil Hrabal, Una solitudine troppo rumorosa.
- Marina Jarre, I padri lontani.
- Michael Krüger, Perché Pechino? Una storia cinese seguito da "Che fare?".
- Rosetta Loy, Le strade di polvere.
- Poeti dialettali del Novecento, a cura di Franco Brevini.
- Raymond Queneau, La domenica della vita.
- Darcy Ribeiro, Utopia selvaggia.
- Sebastiano Vassalli, L'oro del mondo.
- Virginia Woolf, Notte e giorno.

### 1988
- Tahar Ben Jelloun, Notte fatale.
- Adolfo Bioy Casares e Silvina Ocampo, Chi ama, odia.
- Louis-Ferdinand Céline, Normance.
- Guido Ceronetti, Aquilegia.
- André Gide, Viaggio al Congo e Ritorno dal Ciad.
- Christopher Isherwood, La violetta del Prater.
- Italia magica. Racconti surreali novecenteschi scelti e presentati da Gianfranco Contini.
- Sony Labou Tansi, Le sette solitudini di Lorsa Lopez.
- William Least Heat-Moon, Strade blu.
- Ian McEwan, Bambini nel tempo, trad. di Susanna Basso.
- Nico Orengo, Ribes.
- Anthony Powell, Il Re Pescatore.
- Manuel Puig, Stelle del firmamento. E altre commedie.
- Fabrizia Ramondino, Un giorno e mezzo.
- Éric Rohmer, La mia notte con Maud.
- Gershom Scholem, Da Berlino a Gerusalemme. Ricordi giovanili, trad. di Anna Maria Marietti.
- Gastón Salvatore, Stalin, trad. di Riccardo Held.
- Delio Tessa, Ore di città, a cura di Dante Isella.

### 1989
- Jorge Amado, Gabriella garofano e cannella.
- Tahar Ben Jelloun, Giorno di silenzio a Tangeri.
- Camilo José Cela, La famiglia di Pascual Duarte.
- Charles Dickens, Carlo Fruttero, Franco Lucentini, La verità sul caso D..
- Natalia Ginzburg, Mai devi domandarmi.
- Günter Grass, Mostrare la lingua, trad. di Bruna Bianchi.
- Wilson Harris, Il palazzo del pavone.
- Jorge Ibargüengoitia, Il caso delle donne morte.
- Salvatore Mannuzzu, Un morso di formica.
- Silvina Ocampo, E così via.
- Fernando Pessoa, Faust.
- Fabrizia Ramondino e Andreas Friedrich Müller, Dadapolis.
- Lalla Romano, Un sogno del Nord.
- Paolo Volponi, Le mosche del capitale.
- François Truffaut, Autoritratto. Lettere 1945-1984.
- Marguerite Yourcenar, Quoi? L'éternité.
- Joseph Zoderer, Il silenzio dell'acqua sotto il ghiaccio.

### 1990
- Camilo José Cela, L'alveare, trad. di Sergio Ponzanelli.
- Franco Cordelli, Guerre lontane.
- Friedrich Dürrenmatt, La Valle del Caos.
- Mario Fortunato, Il primo cielo.
- Natalia Ginzburg, Teatro.
- Amitav Ghosh, Le linee d'ombra.
- Kazuo Ishiguro, Quel che resta del giorno.
- Ian McEwan, Lettera a Berlino, trad. di Susanna Basso.
- Nico Orengo, Le rose di Evita.
- Cesare Pavese, Il mestiere di vivere.
- Tullio Pericoli, Ritratti arbitrari, introduzione di Umberto Eco.
- Denton Welch, Viaggio inaugurale.
- Edmund White, Un giovane americano.
- Abraham B. Yehoshua, L'amante.
- Marguerite Yourcenar, Pellegrina e straniera.
- Sebastiano Vassalli, La chimera.

### 1991
- Nicholson Baker, L'ammezzato.
- Francesco Biamonti, Vento largo.
- Italo Calvino, I libri degli altri.
- Domenico Campana, L'isola delle femmine.
- Alejo Carpentier, Concerto barocco.
- Louis-Ferdinand Céline, Da un castello all'altro.
- Vincenzo Cerami, L'ipocrita.
- Eduardo De Filippo, Il teatro di Eduardo. Cantata dei giorni dispari. Cantata dei giorni pari.
- Il quarto libro della fantascienza, a cura di Carlo Fruttero e Franco Lucentini.
- Kazuo Ishiguro, Un pallido orizzonte di colline.
- Elfriede Jelinek, La pianista.
- Raymond Queneau, Figli del limo.
- Mario Rigoni Stern, Arboreto selvatico.
- Lalla Romano, Le lune di Hvar.
- Josyane Savigneau, L'invenzione di una vita: Marguerite Yourcenar.
- Osvaldo Soriano, Un'ombra ben presto sarai.
- Paolo Volponi, La strada per Roma.

### 1992
- Antonia S. Byatt, Possessione.
- Domenico Campana, I giardini della Favorita.
- Bohumil Hrabal, Le nozze in casa.
- Julia Kristeva, I samurai.
- Salvatore Mannuzzu, La figlia perduta.
- Izrail' Metter, Il quinto angolo.
- William Somerset Maugham, Storie di spionaggio e di finzioni.
- Pier Paolo Pasolini, Petrolio.
- Sebastiano Vassalli, Marco e Mattio.
- Edmund White, E la bella stanza è vuota.

### 1993
- Tahar Ben Jelloun, A occhi bassi, trad. di Egi Volterrani.
- Guido Ceronetti, D. D. Deliri Disarmati.
- Franco Ferrucci, Fuochi.
- Amitav Ghosh, Lo schiavo del manoscritto.
- Bernard Malamud, Il Popolo. Un romanzo e sedici racconti.
- Ian McEwan, Cani neri.
- Arthur Miller, La discesa da Mount Morgan, trad. di Masolino D'Amico.
- Francesca Sanvitale, Il figlio dell'Impero.
- Emilio Tadini, La tempesta.
- Sebastiano Vassalli, Il cigno.
- Abraham B. Yehoshua, Cinque stagioni.

### 1994
- Nico Orengo, La guerra del basilico.
- Izrail' Metter, Genealogia, trad. di Luciana Montagnani e Anna Raffetto.
- Salvatore Mannuzzu, Le ceneri del Montiferro.
- Antonia S. Byatt, Angeli e insetti.
- Francesco Biamonti, Attesa sul mare.
- William Least Heat-Moon, Prateria. Una mappa in profondità, trad. di Igor Legati.
- Claude Simon, L'Acacia.
- Tat'jana Tolstaja, La più amata, trad. di Claudia Sugliano.
- Patrick Chamoiseau, Texaco.
- Walter Siti, Scuola di nudo.
- Daniele Del Giudice, Staccando l'ombra da terra.
- Abraham B. Yehoshua, Il signor Mani. Romanzo in cinque dialoghi.

### 1995
- Salvatore Mannuzzu, Il terzo suono.
- Natalia Ginzburg, Caro Michele.
- Thomas Bernhard, Correzione.
- Sebastiano Vassalli, 3012. L'anno del profeta.
- Paul Auster, Mr Vertigo, trad. di Susanna Basso.
- José Lezama Lima, Paradiso.
- William Somerset Maugham, Racconti dei Mari del Sud, trad. di Paola Novarese.
- Marina Cvetaeva, Natal'ja Gončarova. Vita e creazione.
- Antonia S. Byatt, Il genio nell'occhio d'usignolo.
- Kazuo Ishiguro, Gli inconsolabili.
- Silvana Grasso, Ninna nanna del lupo.
- Nico Orengo, L'autunno della signora Waal.
- Cormac McCarthy, Oltre il confine.
- Marguerite Yourcenar, Lettere ai contemporanei.
- Mario Rigoni Stern, Le stagioni di Giacomo.

### 1996
- Franco Ferrucci, Lontano da casa.
- Abraham B. Yehoshua, Un divorzio tardivo.
- Tobias Wolff, Nell'esercito del faraone. Ricordi della guerra perduta.
- Amitav Ghosh, Il cromosoma Calcutta. Un romanzo di febbre, deliro e scoperta.
- Martin Amis, L'informazione, trad. di Gaspare Bona.
- José Saramago, Cecità.
- Cormac McCarthy, Meridiano di sangue o Rosso di sera nel West.
- Paul Auster, Trilogia di New York (Città di vetro. Fantasmi. La stanza chiusa).
- Sebastiano Vassalli, Cuore di pietra.
- Tahar Ben Jelloun, Lo specchio delle falene.
- Lalla Romano, Nei mari estremi.

### 1997
- Mario Fortunato, L'arte di perdere peso.
- Mo Yan, L'uomo che allevava i gatti e altri racconti, trad. di Daniele Turc-Crisà, Lara Marconi e Giorgio Trentin.
- Silvana Grasso, L'albero di Giuda.
- T. Coraghessan Boyle, América.
- Daniele Del Giudice, Mania.
- Julian Barnes, Oltremanica.
- Andrea Canobbio, Padri di padri.
- Abraham B. Yehoshua, Ritorno dall'India, trad. di Alessandro Guetta e Elena Loewenthal.
- Mario Vargas Llosa, I quaderni di Don Rigoberto.
- Cormac McCarthy, Il buio fuori.
- Hans Magnus Enzensberger, Il mago dei numeri. Un libro da leggere prima di addormentarsi dedicato a chi ha paura della matematica, trad. di Enrico Ganni, illustrazioni di Rotraut Susanne Berner.
- José Saramago, Oggetto quasi. Racconti.
- Ian McEwan, L'amore fatale.
- Antonia S. Byatt, La torre di Babele.
- Lalla Romano, In vacanza col buono samaritano.
- Lalla Romano, Nuovo romanzo di figure.
- Paul Auster, Sbarcare il lunario. Cronaca di un iniziale fallimento.

### 1998
- Francesco Biamonti, Le parole la notte.
- Ágota Kristóf, Trilogia della città di K.
- Javier Marías, Domani nella battaglia pensa a me.
- Fabrizia Ramondino, L'isola riflessa.
- Sergio Givone, Favola delle cose ultime.
- Fazil' Iskander, Sandro di Cegem.
- Jorge Amado, Tempi difficili: I sotterranei della libertà.
- Giorgio Pressburger, La neve e la colpa.
- Jonathan Raban, Bad Land.
- Günter Grass, È una lunga storia.
- Dacia Maraini, La vacanza.
- Robert Schneider, Maudi che camminava sull'aria.
- Mario Rigoni Stern, Sentieri sotto la neve.
- José Saramago, Tutti i nomi.
- Philip Roth, Pastorale americana.
- Ian McEwan, Amsterdam, trad. di Susanna Basso.
- Abraham B. Yehoshua, Viaggio alla fine del millennio.
- Ruth L. Ozeki, Carne.
- Shafique Keshavjee, Il re, il saggio e il buffone.
- Hans Magnus Enzensberger, Ma dove sono finito?.
- Jorge Amado e Paloma Jorge Amado, La cucina di Bahia, trad. di Daniela Ferioli.

### 1999
- Anita Desai, Chiara luce del giorno.
- Cormac McCarthy, Città della pianura.
- Paulo Lins, Città di Dio.
- Lalla Romano, Dall'ombra.
- Bret Easton Ellis, Glamorama.
- Marco Lodoli, I fiori.
- Miquel de Palol, Il Giardino dei Sette Crepuscoli.
- Günter Grass, Il mio secolo.
- Tahar Ben Jelloun, L'Albergo dei Poveri.
- Nico Orengo, L'ospite celeste.
- Robert Stone, Porta di Damasco.
- Paul Auster, Timbuctú.
- Javier Marías, Tutte le anime.
- Abraham B. Yehoshua, Tutti i racconti.
- Walter Siti, Un dolore normale.
- Franco Cordelli, Un inchino a terra.
- Sebastiano Vassalli, Un infinito numero.
- Don DeLillo, Underworld.

### 2000
- Javier Marías, L'uomo sentimentale.
- Primo Levi, L'ultimo Natale di guerra.
- Fabrizia Ramondino, Passaggio a Trieste.
- Antonia S. Byatt, Zucchero ghiaccio vetro filato.
- Orhan Pamuk, La nuova vita, trad. di Semsa Gezgin e Marta Bertolini.
- Richard Mason, Anime alla deriva.
- Salvatore Mannuzzu, Il catalogo.
- Jean-Pierre Vernant, L'universo, gli dèi, gli uomini.
- Ernesto Ferrero, N.
- Julian Barnes, England, England.
- J. M. Coetzee, Vergogna, trad. di Gaspare Bona.
- Philip Roth, Ho sposato un comunista, trad. di Vincenzo Mantovani.
- Don DeLillo, Libra.
- Lalla Romano, Ritorno a Ponte Stura.
- Cormac McCarthy, Figlio di Dio.
- William Least Heat-Moon, Nikawa.
- Giorgio Pressburger, Di vento e di fuoco.
- Kazuo Ishiguro, Quando eravamo orfani, trad. di Susanna Basso.
- Vittorio Foa, Passaggi.
- Javier Marías, Nera schiena del tempo.
- Robert Schneider, Cara signora America.
- Mario Rigoni Stern, Tra due guerre. E altre storie.
- José Saramago, La caverna.
- Mario Vargas Llosa, La festa del Caprone.

### 2001
- Anita Desai, Digiunare, divorare.
- Michael Frayn, A testa bassa.
- Vincenzo Cerami, Fantasmi.
- J. D. Salinger, Il giovane Holden, trad. di Adriana Motti.
- Marco Lodoli, La notte.
- Don DeLillo, Body Art, trad. di Marisa Caramella.
- Tahar Ben Jelloun, Il libro del buio.
- Salvatore Mannuzzu, Alice.
- Akhil Sharma, Un padre obbediente.
- Maurizio Bettini, In fondo al cuore, Eccellenza.
- Sebastiano Vassalli, Archeologia del presente.
- Michail Bulgakov, Cuore di cane e altri racconti.
- Paul Celan, Sotto il tiro di presagi. Poesie inedite 1948-1969.
- Orhan Pamuk, Il mio nome è rosso, trad. di Marta Bertolini e Semsa Gezgin.
- Philip Roth, La macchia umana.
- José Lezama Lima, Paradiso.
- Jorge Amado, Agonia della notte: I sotterranei della libertà, trad. di Daniela Ferioli.
- Guido Ceronetti, Nuovi ultimi esasperati deliri disarmanti.
- Amitav Ghosh, Il Palazzo degli specchi.
- Bruno Schulz, Le botteghe color cannella. Tutti i racconti, i saggi e i disegni.
- Ernesto Sábato, Il tunnel.
- Alice Munro, Il sogno di mia madre.
- T. Coraghessan Boyle, Amico della terra.
- Fabrizia Ramondino, Guerra di infanzia e di Spagna.
- Javier Marías, Quand'ero mortale, trad. di Glauco Felici.
- Ernesto Ferrero, L'anno dell'Indiano.
- Camille Laurens, Tra le braccia sue.
- Mario Rigoni Stern, Il sergente nella neve. Ricordi della ritirata di Russia.
- J. M. Coetzee, Infanzia. Scene di vita di provincia, trad. di Franca Cavagnoli.
- Walter Benjamin, Infanzia berlinese intorno al millenovecento.

### 2002
- Ian McEwan, Espiazione, trad. di Susanna Basso.
- Nico Orengo, La curva del Latte.
- Sergio Givone, Nel nome di un dio barbaro.
- Philip Roth, Lo scrittore fantasma.
- Jonathan Franzen, Le correzioni, trad. di Silvia Pareschi.
- Elsa Morante, Racconti dimenticati, a cura di Irene Babboni, prefazione di Cesare Garboli.
- Alberto Asor Rosa, L'alba di un mondo nuovo.
- Peter Levi, Il giardino luminoso del re angelo. Un viaggio in Afghanistan con Bruce Chatwin, trad. di Marco Bosonetto, prefazione di Tiziano Terzani, postfazione di Maurizio Tosi.
- William Faulkner, Go down, Moses.
- Mo Yan, Grande seno, fianchi larghi.
- Asar Eppel', Via d'erba.
- Carlos Saura, Quella luce.
- Marguerite Yourcenar, Memorie di Adriano seguite dai Taccuini di appunti, trad. e postfazione di Livia Storoni Mazzolani, contributi di Francesca Sanvitale.
- Jorge Amado, La luce in fondo al tunnel: I sotterranei della libertà, trad. di Daniela Ferioli.
- Antonia S. Byatt, La vergine nel giardino.
- Paul Auster, L'arte della fame. Incontri, letture, scoperte. Saggi di poesia e letteratura, trad. di Massimo Bocchiola.
- Cormac McCarthy, Il guardiano del frutteto.
- Martin Amis, Esperienza, trad. di Susanna Basso.
- J. M. Coetzee, Gioventù. Scene di vita di provincia, trad. di Franca Cavagnoli.
- Helen DeWitt, L'ultimo samurai, trad. di Elena Dal Pra.
- Michele Mari, Tutto il ferro della Torre Eiffel.
- Helmut Krausser, Il falsario.
- Paul Auster, Ho pensato che mio padre fosse Dio.
- Emilio Tadini, Eccetera.
- Günter Grass, Il passo del gambero.
- Abraham B. Yehoshua, La sposa liberata.
- Virginia Woolf, Falce di luna. Lettere 1932-1935.
- Julio Cortázar, Il gioco del mondo. Rayuela.
- Grace Paley, Piccoli contrattempi del vivere. Tutti i racconti.
- Angelo Maria Ripellino, Praga magica.
- Philip Roth, L'animale morente.

### 2003
- Simona Vinci, Come prima delle madri.
- Hari Kunzru, L'imitatore.
- José Saramago, L'uomo duplicato.
- Giorgio Pressburger, L'orologio di Monaco.
- Ralph Ellison, Il giorno della libertà. Juneteenth.
- Fruttero & Lucentini, I ferri del mestiere. Manuale involontario di scrittura con esercizi svolti.
- Paul Auster, Il libro delle illusioni, trad. di Massimo Bocchiola.
- Francesca Sanvitale, L'ultima casa prima del bosco.
- Don DeLillo, Cosmopolis, trad. di Silvia Pareschi.
- Marco Lodoli, I professori e altri professori.
- Norbert Gstrein, Gli anni inglesi.
- Rainer Maria Rilke, Diario di Parigi. 1902.
- Chitra Banerjee Divakaruni, Il fiore del desiderio, trad. di Federica Oddera.
- Tonino Benacquista, Qualcun altro.
- Alice Munro, Nemico, amico, amante... trad. di Susanna Basso.
- Jonathan Raban, Passaggio in Alaska. Da Seattle a Juneau, trad. di Marco Bosonetto.
- William Faulkner, Gli invitti.
- Marina Jarre, Ritorno in Lettonia.
- Jonathan Franzen, Come stare soli. Lo scrittore, il lettore e la cultura di massa, trad. di Silvia Pareschi.
- Antonia S. Byatt, Natura morta.
- Javier Marías, Il tuo volto domani. Vol. I: Febbre e lancia.
- Mark Haddon, Lo strano caso del cane ucciso a mezzanotte, trad. di Paolo Novarese.
- Anita Desai, Polvere di diamante. E altri racconti.
- Giorgio Bassani, Cinque storie ferraresi.
- Sebastiano Vassalli, Stella avvelenata.
- Mario Vargas Llosa, Il paradiso è altrove.
- Alberto Bevilacqua, La Pasqua Rossa.
- Martin Amis, Koba il terribile. Una risata e venti milioni di morti, trad. di Norman Gobetti.
- Samuel Beckett, Murphy.

### 2004
- J. M. Coetzee, Elizabeth Costello.
- Andrea Canobbio, Il naturale disordine delle cose.
- Jonathan Franzen, Forte movimento, trad. di Silvia Pareschi.
- Nico Orengo, L'intagliatore di noccioli di pesca.
- Maurizio Bettini, Le coccinelle di Redún.
- Richard Mason, Noi.
- Thomas Hettche, Il caso Arbogast.
- Philip Roth, Zuckerman scatenato, trad. di Vincenzo Mantovani.
- José Lezama Lima, Racconti.
- Robert Schneider, Ombre, trad. di Palma Severi.
- Aleksandar Hemon, Nowhere man, trad. di Angela Tranfo.
- Paul Auster, La notte dell'oracolo.
- Salvatore Mannuzzu, Le fate dell'inverno.
- Gershom Scholem, Da Berlino a Gerusalemme. Ricordi giovanili.
- Antonio Dal Masetto, È sempre difficile tornare a casa.
- Orhan Pamuk, Neve, trad. di Marta Bertolini e Semsa Gezgin.
- Mario Rigoni Stern, Aspettando l'alba. E altri racconti.
- Christophe Dufossé, L'ultima ora, trad. di Annamaria Ferrero.
- Siri Hustvedt, Quello che ho amato, trad. di Gioia Guerzoni.
- Elias Khuri, La porta del sole, trad. e cura di Elisabetta Bartuli.
- José Saramago, Saggio sulla lucidità.
- Chitra Banerjee Divakaruni, Ananad e la conchiglia magica, trad. di Federica Oddera, illustrazioni di Michel Fuzellier.
- T. Coraghessan Boyle, Doctor Sex, trad. di Silvia Pareschi.
- Rosetta Loy, Nero è l'albero dei ricordi, azzurra l'aria.
- Nicola Lagioia, Occidente per principianti.
- Elsa Morante, Alibi. In appendice: Quaderno inedito di Narciso.
- Guido Ceronetti, Un viaggio in Italia.
- Abraham B. Yehoshua, Il responsabile delle risorse umane. Passione in tre atti.
- Tova Mirvis, Il mondo fuori, trad. di Silvia Pareschi.
- Alice Munro, In fuga, trad. di Susanna Basso.
- Atiq Rahimi, L'immagine del ritorno, trad. di Babak Karimi e Susan Bayani.
- Ettore Petrolini, Teatro di varietà.

### 2005
- Mauro Covacich, Fiona.
- Anita Desai, Viaggio a Itaca.
- Patrizia Bisi, Daimon.
- Sebastiano Vassalli, Amore lontano. Il romanzo della parola attraverso i secoli.
- Antonio Skármeta, Il ballo della vittoria, trad. di Paolo Collo.
- Philip Roth, Il complotto contro l'America, trad. di Vincenzo Mantovani.
- Antonia S. Byatt, Una donna che fischia.
- Magda Szabó, La porta.
- Adolfo Bioy Cesares, Un leone nel parco di Palermo. Racconti 1948-1962, trad. e cura di Glauco Felici.
- Racconti della Resistenza, a cura di Gabriele Pedullà.
- Mark Mills, Amagansett, trad. di Silvia Pareschi.
- Fabrizia Ramondino, Arcangelo e altri racconti.
- Fernando Pessoa (Barone di Teive), L'educazione dello stoico, a cura di Richard Zenith, trad. di Luciana Stegagno Picchio.
- Mo Yan, Il supplizio del legno di sandalo, trad. di Patrizia Liberati.
- Shirley Hazzard, Il grande fuoco, trad. di Daniela Guglielmino.
- Samuel Beckett, Molloy, trad. di Aldo Tagliaferri, postfazione di Paolo Bertinetti.
- Jan Costin Wagner, Luna di ghiaccio.
- J. M. Coetzee, Foe.
- Paul Auster, Follie di Brooklyn, trad. di Massimo Bocchiola.
- Don DeLillo, Running Dog.
- Ian McEwan, Sabato, trad. di Susanna Basso.
- Chitra Banerjee Divakaruni, La regina dei sogni, trad. di Federica Oddera.
- Nico Orengo, Di viole e liquirizia.
- Raymond Queneau, Esercizi di stile, introduzione e traduzione di Umberto Eco, nuova edizione a cura di Stefano Bartezzaghi.
- Bret Easton Ellis, Lunar Park.
- Tullio Avoledo, Tre sono le cose misteriose.
- Natalia Ginzburg, Tutto il teatro, a cura di Domenica Scarpa.
- José Saramago, Le intermittenze della morte.
- Alice Munro, Il percorso dell'amore.
- Alberto Bevilacqua, Il Gengis.
- Rossana Rossanda, La ragazza del secolo scorso.
- Mary McCarthy, Il gruppo.

### 2006
- Sebastiano Vassalli, La morte di Marx e altri racconti.
- Kazuo Ishiguro, Non lasciarmi, trad. di Paola Novarese.
- Cormac McCarthy, Non è un paese per vecchi, trad. di Martina Testa.
- Tahar Ben Jelloun, Mia madre, la mia bambina.
- Philip Roth, La lezione di anatomia, trad. di Vincenzo Mantovani.
- Hans-Georg Behr, Quasi un'infanzia, trad. di Silvia Bortoli.
- J. M. Coetzee, Slow Man, trad. di Maria Baiocchi.
- Marco Lodoli, Bolle.
- Hans Magnus Enzensberger e Alfonso Berardinelli, Che noia la poesia. Pronto soccorso per lettori stressati.
- Marcello Fois, Memoria del vuoto.
- Hilary Mantel, I fantasmi di una vita, trad. di Susanna Basso.
- Walter Siti, Troppi paradisi.
- Orhan Pamuk, Istanbul. I ricordi e la città, a cura di Walter Bergero, trad. di Semsa Gezgin.
- Patrick Modiano, Un pedigree, trad. di Irene Babboni.
- Racconti matematici, a cura di Claudio Bartocci.
- Mario Vargas Llosa, Avventure della ragazza cattiva.
- Pietro Ingrao, Volevo la luna.
- Mark Haddon, Una cosa da nulla, trad. di Massimo Bocchiola.
- Hisham Matar, Nessuno al mondo, trad. di Andrea Sirotti.
- José Saramago, Di questo mondo e degli altri.
- Suketu Mehta, Maximum City. Bombay città degli eccessi, trad. di Fausto Galuzzi e Anna Nadotti.
- Jonathan Franzen, Zona disagio.
- Magda Szabó, La ballata di Iza.
- Lalla Romano, Diario ultimo, a cura di Antonio Ria.

### 2007
- Philip Roth, Everyman, trad. di Vincenzo Mantovani.
- Paul Auster, Viaggi nello scriptorium.
- Donald Antrim, La vita dopo, trad. di Matteo Colombo.
- Vincenzo Rabito, Terra matta.
- Silvana Grasso, Pazza è la luna.
- Chitra Banerjee Divakaruni, Anand e lo specchio del fuoco e del sogno, illustrazioni di Michel Fuzellier, trad. di Federica Oddera.
- Javier Marías, Il tuo volto domani, vol. II: Ballo e sogno.
- Kit Whitfield, Sorpresi dalle tenebre.
- Laura Pariani, Dio non ama i bambini.
- Mohsin Hamid, Il fondamentalista riluttante.
- Orhan Pamuk, Il libro nero, trad. di Semsa Gezgin.
- José Saramago, Le piccole memorie.
- Bernardo Atxaga, Il libro di mio fratello.
- Sebastiano Vassalli, L'Italiano.
- Michele Mari, Verderame.
- Cormac McCarthy, La strada, trad. di Martina Testa.
- Nico Orengo, Hotel Angleterre.
- Alberto Bevilacqua, Storie della mia storia.
- Jonathan Littell, Le Benevole, trad. di Margherita Botto.
- Julian Barnes, Arthur e George, trad. di Susanna Basso e Daniela Fargione.
- Racconti di montagna, a cura di Davide Longo.
- Günter Grass, Sbucciando la cipolla.
- Ian McEwan, Chesil Beach, trad. di Susanna Basso.
- Alice Munro, La vista da Castle Rock, trad. di Susanna Basso.
- Philip Roth, Patrimonio. Una storia vera, trad. di Vincenzo Mantovani.

### 2008
- Don DeLillo, L'uomo che cade, trad. di Matteo Colombo.
- Valeria Parrella, Lo spazio bianco.
- Abraham B. Yehoshua, Fuoco amico.
- T. Coraghessan Boyle, Identità rubate, trad. di Marilia Strazzeri.
- Tahar Ben Jelloun, L'ha ucciso lei, trad. di Maurizia Balmelli.
- Murakami Haruki, Kafka sulla spiaggia, trad. di Giorgio Amitrano.
- Andreï Makine, L'amore umano, trad. di Yasmina Melaouah.
- Marilynne Robinson, Gilead, trad. di Eva Kampmann.
- Francesca Sanvitale, L'inizio è in autunno.
- Viktor Erofeev, Il buon Stalin, trad. di Luciana Montagnani, postfazione di Mauro Martini.
- J. M. Coetzee, Diario di un anno difficile.
- Alberto Bevilacqua, La polvere sull'erba.
- Eugenio Scalfari, L'uomo che non credeva in Dio.
- Chimamanda Ngozi Adichie, Metà di un sole giallo, trad. di Susanna Basso.
- Martin Amis, La casa degli incontri, trad. di Giovanna Granato.
- Sebastiano Vassalli, Dio il diavolo e la mosca nel grande caldo dei prossimi mille anni.
- Fabrizia Ramondino, La Via.
- Magda Szabó, Via Katalin, trad. di Bruno Ventavoli.
- Goliarda Sapienza, L'arte della gioia.
- Jan Costin Wagner, Il silenzio.
- Hans Magnus Enzensberger, Hammerstein o Dell'ostinazione. Una storia tedesca, trad. di Valentina Tortelli.
- Ian Holding, Nel mondo insensibile.
- Cesare Pavese, Officina Einaudi. Lettere editoriali 1940-1950, a cura di Silvia Savioli.
- Aravind Adiga, La Tigre Bianca.
- Francesco Piccolo, La separazione del maschio.
- Philip Roth, Il fantasma esce di scena, trad. di Vincenzo Mantovani.
- Paul Auster, Uomo nel buio, trad. di Massimo Bocchiola.
- Tiziano Scarpa, Stabat Mater.
- Melanie Wallace, La custode.
- Ermanno Olmi e Mario Rigoni Stern, Il sergente nella neve. La sceneggiatura.
- Eli Amir, Jasmine.
- Murakami Haruki, After Dark, trad. di Antonietta Pastore.
- Alice Munro, Le lune di Giove, trad. di Susanna Basso.
- Questo terribile intricato mondo. Racconti politici.

### 2009
- Boualem Sansal, Il villaggio del tedesco ovvero Il diario dei fratelli Schiller, trad. di Margherita Botto.
- Nico Orengo, Islabonita.
- Philip Roth, Il professore di desiderio, trad. di Norman Gobetti.
- Racconti musicali, a cura di Carlo Boccadoro.
- György Dragomán, Il re bianco, trad. di Bruno Ventavoli.
- Daniele Del Giudice, Orizzonte mobile.
- Raymond Craver, Principianti, a cura di William L. Stull e Maureen P. Carroll, trad. e contributi di Riccardo Duranti.
- Shirley Hazzard, Il transito di Venere, trad. di Daniela Guglielmino.
- José Saramago, Il viaggio dell'elefante.
- Nicolai Lilin, Educazione siberiana.
- Ascanio Celestini, Lotta di classe.
- Magda Szabó, L'altra Eszter.
- Ehud Havazelet, Il peso del corpo, trad. di Eva Kampmann.
- Keith Gessen, Tutti gli intellettuali giovani e tristi, trad. di Martina Testa.
- Kazuo Ishiguro, Cinque storie di musica e crepuscolo.
- Mo Yan, Le sei reincarnazioni di Ximen Nao.
- Michela Murgia, Accabadora.
- Siri Hustvedt, Elegia per un americano, trad. di Gioia Guerzoni.
- Atiq Rahimi, Pietra di pazienza.
- Philip Roth, Indignazione, trad. di Norman Gobetti.
- Domenico Starnone, Spavento.
- Marcello Fois, Stirpe.
- Günter Grass, Camera oscura, trad. di Claudio Groff.
- Orhan Pamuk, Il Museo dell'innocenza, trad. di Barbara La Rosa Salim.
- Nicola Lagioia, Riportando tutto a casa.
- Raymond Carver, Vuoi star zitta, per favore?, trad. di Riccardo Duranti.
- Cormac McCarthy, Suttree.
- Paul Auster, Invisibile, trad. di Massimo Bocchiola.
- Mark Haddon, Boom! ovvero La strana avventura sul pianeta Plonk, trad. di Massimo Bocchiola.
- Piccolo atlante celeste. Racconti di anatomia, a cura di Giangiacomo Gandolfi e Stefano Sandrelli.

### 2010
- Aravind Adiga, Fra due omicidi.
- Laura Pariani, Milano è una selva oscura.
- Roland Barthes, Dove lei non è. Diario di lutto. 26 ottobre 1977 - 15 settembre 1979, trad. di Valerio Magrelli.
- Philip Roth, L'umiliazione, trad. di Vincenzo Mantovani.
- Preeta Samarasan, Tutto il giorno è sera, trad. di Anna Nadotti e Federica Oddera.
- Goliarda Sapienza, Io, Jean Gabin, postfazione di Angelo Pellegrino.
- Murakami Haruki, Nel segno della pecora, trad. di Antonietta Pastore.
- Nicolai Lilin, Caduta libera.
- Raymond Carver, Se hai bisogno, chiama. Racconti postumi e giovanili, trad. di Riccardo Duranti, introduzione di Tess Gallagher.
- J. M. Coetzee, Tempo d'estate. Scene di vita di provincia, trad. di Maria Baiocchi.
- Aleksandar Hemon, Il progetto Lazarus, trad. di Maurizia Balmelli.
- Javier Marías, Il tuo volto domani, vol. III: Veleno e ombra e addio.
- Michele Mari, Rosso Floyd. Romanzo in 30 confessioni, 53 testimonianze, 27 lamentazioni di cui 11 oltremondane, 6 interrogazioni, 3 esortazioni, 15 referti, una rivelazione e una contemplazione.
- Sebastiano Vassalli, Le due chiese.
- Don DeLillo, Punto omega, trad. di Federica Aceto.
- C. E. Morgan, Tutti i viventi, trad. di Giovanna Scocchera.
- Jan Costin Wagner, Il terzo leone arriva d'inverno.
- Tiziano Scarpa, Le cose fondamentali.
- Brock Clarke, Case di scrittori del New England: la guida del piromane.
- Racconti di vento e di mare, a cura di Giorgio Bertone.
- Valerio Magrelli, Addio al calcio. Novanta racconti da un minuto.
- Antonia S. Byatt, Il libro dei bambini, trad. di Anna Nadotti e Fausto Galuzzi.
- Kim Echlin, Il fiume delle cento candele.
- Bret Easton Ellis, Imperial Bedrooms, trad. di Giuseppe Culicchia.
- Philip Roth, La controvita, trad. di Vincenzo Mantovani.
- Alberto Asor Rosa, Assunta e Alessandro. Storia di formiche.
- Raymond Carver, Da dove sto chiamando, trad. di Riccardo Duranti.
- Ian McEwan, Solar.
- Murakami Haruki, I salici ciechi e la donna addormentata.
- Andrea Bajani, Ogni promessa.
- Paul Auster, Sunset Park, trad. di Massimo Bocchiola.
- Franca Valeri, Bugiarda no, reticente.

### 2011
- Orhan Pamuk, Il signor Cevdet e i suoi figli, trad. di Barbara La Rosa Salim.
- Ascanio Celestini, Io cammino in fila indiana.
- Stefano Moretti, Scappare fortissimo.
- Philip Roth, Nemesi, trad. di Norman Gobetti.
- Jonathan Franzen, Libertà, trad. di Silvia Pareschi.
- Alon Hilu, La tenuta Rajani.
- Kawakami Hiromi, La cartella del professore, trad. di Antonietta Pastore.
- Mauro Covacich, A nome tuo.
- Emmanuel Carrère, Vite che non sono la mia.
- Paolo Sortino, Elisabeth.
- Ernesto Ferrero, Disegnare il vento. L'ultimo viaggio del capitano Salgari.
- Don DeLillo, La stella di Ratner, trad. di Matteo Colombo.
- Hari Kunzru, Le mie rivoluzioni.
- Mario Vargas Llosa, Il sogno del celta, trad. di Glauco Felici.
- Eugenio Scalfari, Scuote l'anima mio Eros.
- Martin Amis, La vedova incinta. Dentro la Storia, trad. di Maurizia Balmelli.
- Marcel Beyer, Forme originarie della paura, trad. di Silvia Bortoli.
- Guido Ceronetti, Ti saluto mio secolo crudele. Mistero e sopravvivenza del XX secolo.
- Elena Loewenthal, La vita è una prova d'orchestra.
- Chitra Banerjee Divakaruni, Raccontami una storia speciale, trad. di Federica Oddera.
- Hisham Matar, Anatomia di una scomparsa, trad. di Monica Pareschi.
- Laura Pariani, La valle delle donne lupo.
- Valeria Parrella, Lettera di dimissioni.
- Domenico Starnone, Autobiografia erotica di Aristide Gambía.
- Daniel Alarcón, Radio città perduta, trad. di Stefano Parenti.
- Richard Mason, Alla ricerca del piacere, trad. di Giovanna Scocchera.
- Magda Szabó, Il vecchio pozzo.
- Nicolai Lilin, Il respiro del buio.
- Alice Munro, Troppa felicità, trad. di Susanna Basso.
- Murakami Haruki, 1Q84. Libro 1 e 2, aprile-settembre, trad. di Giorgio Amitrano.
- Philip Roth, La mia vita di uomo, trad. di Norman Gobetti.
- Raymond Carver, Cattedrale, trad. di Riccardo Duranti.
- Marilynne Robinson, Casa, trad. di Eva Kampmann.
- Abraham B. Yehoshua, La scena perduta, trad. di Alessandra Shomroni.
- Racconti di pareti e scalatori, a cura di Marco Albino Ferrari.
- Goliarda Sapienza, Il vizio di parlare a me stessa. Taccuini 1976-1989.

### 2012
- Philip Roth, Goodbye, Columbus e cinque racconti.
- Michele Mari, Fantasmagonia.
- Aravind Adiga, L'ultimo uomo nella torre, trad. di Noman Gobetti.
- Peter Englund, La bellezza e l'orrore. La Grande Guerra narrata in diciannove destini, trad. di Katia De Marco e Laura Cangemi.
- Günter Grass, Da una Germania all'altra. Diario 1990, trad. di Claudio Groff.
- Marcello Fois, Nel tempo di mezzo.
- Annalena McAfee, L'esclusiva, trad. di Marta Matteini.
- Alexi Zentner, Il ghiaccio fra le mani, trad. di Federica Oddera.
- Melania G. Mazzucco, Limbo.
- Evelina Santangelo, Cose da pazzi.
- Lelio Luttazzi, L'erotismo di Oberdan Baciro.
- Sandro Bonvissuto, Dentro.
- Hans Magnus Enzensberger, I miei flop preferiti. E altre idee a disposizione delle generazioni future, trad. di Claudio Groff e Daniela Idra.
- Siri Hustvedt, L'estate senza uomini, trad. di Gioia Guerzoni.
- Adam Ross, Mr Peanut.
- Franca Valeri, Le donne.
- Julian Barnes, Il senso di una fine, trad. di Susanna Basso.
- Mary Gaitskill, Oggi sono tua, trad. di Maurizia Balmelli e Susanna Basso.
- Atiq Rahimi, Maledetto Dostoevskij, trad. di Yasmina Mélaouah.
- Christian Raimo, Il peso della grazia.
- Auður Ava Ólafsdóttir, Rosa candida, trad. di Stefano Rosatti.
- Nathan Englander, Di cosa parliamo quando parliamo di Anne Frank, trad. di Silvia Pareschi.
- Sebastiano Vassalli, Comprare il sole.
- Amanda Coe, Quello che fanno nel buio.
- Philip Roth, Quando lei era buona, trad. di Norman Gobetti.
- Amy Waldman, Nei confini di un giardino.
- Racconti gastronomici, a cura di Laura Grandi e Stefano Tettamanti.
- Mark Haddon, La casa rossa, trad. di Monica Pareschi.
- Alice Munro, Chi ti credi di essere?, trad. di Susanna Basso.
- Murakami Haruki, 1Q84. Libro 3, ottobre-dicembre, trad. di Giorgio Amitrano.
- Ascanio Celestini, Pro patria.
- Nicolai Lilin, Storie sulla pelle.
- Paul Auster, Diario d'inverno, trad. di Massimo Bocchiola.
- Javier Marías, Gli innamoramenti.
- Ian McEwan, Miele, trad. di Maurizia Balmelli.

### 2013
- Valerio Magrelli, Geologia di un padre.
- Don DeLillo, L'angelo Esmeralda, trad. di Federica Aceto.
- Grace McCleen, Il posto dei miracoli.
- Philip Roth, I fatti. Autobiografia di un romanziere, trad. di Vincenzo Mantovani.
- Mauro Covacich, L'esperimento.
- Murakami Haruki, A sud del confine, a ovest del sole, trad. di Mimma De Petra e Antonietta Pastore.
- Michele Mari, Di bestia in bestia.
- Chris Adrian, La grande notte, trad. di Eva Kampmann.
- Mo Yan, Le rane, a cura di Maria Rita Masci, trad. di Patrizia Liberati.
- Antonio Skármeta, I giorni dell'arcobaleno, trad. di Paola Tomasinelli.
- Alberto Asor Rosa, Racconti dell'errore.
- Colombe Schneck, Le madri salvate, trad. di Margherita Botto.
- Pietre, piume e insetti. L'arte di raccontare la natura, a cura di Matteo Sturani.
- Hwang Sok-yong, Come l'acqua sul fiore di loto, trad. di Monica Capuani.
- Elanor Dymott, Ogni contatto lascia una traccia, trad. di Eva Kampmann.
- Auður Ava Ólafsdóttir, La donna è un'isola, trad. di Stefano Rosatti.
- Mohsin Hamid, Come diventare ricchi sfondati nell'Asia emergente, trad. di Norman Gobetti.
- Taiye Selasi, La bellezza delle cose fragili, trad. di Federica Aceto.
- Antonio Pascale, Le attenuanti sentimentali.
- Diogo Mainardi, La caduta. I ricordi di un padre in 424 passi.
- Martin Amis, Lionel Asbo. Stato dell'Inghilterra, trad. di Federica Aceto.
- Fëdor Dostoevskij, Delitto e castigo, trad. di Emanuela Guercetti.
- Stendhal, Il rosso e il nero. Cronaca del XIX secolo, trad. di Margherita Botto.
- Alfabeto Poli, a cura di Luca Scarlini.
- Julian Barnes, Livelli di vita, trad. di Susanna Basso.
- Francesco Piccolo, Il desiderio di essere come tutti.
- Alice Munro, Danza delle ombre felici, trad. di Susanna Basso.
- Goliarda Sapienza, La mia parte di gioia. Taccuini 1989-1992.
- Eugenio Scalfari, L'amore, la sfida, il destino. Il tavolo dove si gioca il senso della vita.
- Bonvissuto, Canobbio, Celestini, De Silva, Fois, Franco, Magrelli e Pascale, Scena padre.
- Mario Vargas Llosa, L'eroe discreto, trad. di Federica Niola.
- J. M. Coetzee, L'infanzia di Gesú, trad. di Maria Baiocchi.
- Paul Auster, Notizie dall'interno, trad. di Monica Pareschi.
- Antonia S. Byatt, Ragnarök. La fine degli dèi, trad. di Anna Nadotti e Fausto Galuzzi.

### 2014
- Valeria Parrella, Tempo di imparare.
- Kawakami Hiromi, Le donne del signor Nakano, trad. di Antonietta Pastore.
- Helga Weiss, Il diario di Helga. La testimonianza di una ragazza nei campi di Terezín e Auschwitz, trad. di Letizia Kostner.
- Amity Gaige, Il sogno di Schroder, trad. di Laura Noulian.
- Philip Roth, La nostra gang. (Protagonisti: Tricky e i suoi amici), trad. di Norman Gobetti.
- Philipp Meyer, Il figlio, trad. di Cristiana Mennella.
- Chiara Valerio, Almanacco del giorno prima.
- Romain Puértolas, L'incredebile viaggio del fachiro che restò chiuso in un armadio Ikea, trad. di Margherita Botto.
- Francesco Maino, Cartongesso.
- Charles Lewinsky, Un regalo del Führer, trad. di Valentina Tortelli.
- Michele Mari, Roderick Duddle.
- Giulio Questi, Uomini e comandanti.
- Alexandre Dumas, Il conte di Montecristo, trad. di Margherita Botto.
- Don DeLillo, End zone, trad. di Federica Aceto.
- Paolo Giordano, Il nero e l'argento.
- Alice Munro, Uscirne vivi, trad. di Susanna Basso.
- Georgina Harding, L'uomo che dipingeva il silenzio, trad. di Federica Oddera.
- Nicolai Lilin, Il serpente di Dio.
- Murakami Haruki, L'incolore Tazaki Tsukuru e i suoi anni di pellegrinaggio, trad. di Antonietta Pastore.
- Pierre Chazal, Sei grande, Marcus, trad. di Yasmina Mélaouah.
- Auður Ava Ólafsdóttir, L'eccezione, trad. di Stefano Rosatti.
- Tobias Wolff, La nostra storia comincia, trad. di Grazia Giua.
- Corrado Augias, Il lato oscuro del cuore.
- Nicola Lagioia, La ferocia.
- Robert Louis Stevenson, L'Isola del Tesoro, trad. di Massimo Bocchiola.
- Chimamanda Ngozi Adichie, Americanah, trad. di Andrea Sirotti.
- Michael Punke, Revenant. La storia vera di Hugh Glass e della sua vendetta, trad. di Norman Gobetti.
- Domenico Starnone, Lacci.
- Dario Argento, Paura, a cura di Marco Peano.
- Jo Baker, Longbourn House, trad. di Giulia Boringhieri.
- Julian Barnes, Il pappagallo di Flaubert, trad. di Susanna Basso.
- Murakami Haruki, Sonno, illustrato da Kat Menschik, trad. di Antonietta Pastore.
- Philip Roth, Il Grande Romanzo Americano, trad. di Vincenzo Mantovani.
- Racconti di cinema, a cura di Emiliano Morreale e Mariapaola Pierini.
- Mo Yan, Le canzoni dell'aglio, trad. di Maria Rita Masci.
- Primo Levi, Ranocchi sulla luna e altri animali, a cura di Ernesto Ferrero.
- Patrick Modiano, L'erba delle notti, trad. di Emanuelle Caillat.
- J. D. Salinger, Il giovane Holden, nuova traduzione di Anna Nadotti e Matteo Colombo.
- Ian McEwan, La ballata di Adam Henry, trad. di Susanna Basso.
- Ayana Mathis, Le dodici tribù di Hattie, trad. di Giovanni Scocchera.

### 2015
- Maurizio Torchio, Cattivi.
- Marie Jalowicz Simon, Clandestina. Una giovane donna sopravvissuta a Berlino 1940-1945, a cura di Irene Stratenwerth e Hermann Simon, trad. di Isabella Amico Di Meane.
- Antoine Laurain, La donna dal taccuino rosso, trad. di Margherita Botto.
- Laura Pariani, Questo viaggio chiamavamo amore.
- Akhil Sharma, Vita in famiglia, trad. di Anna Nadotti.
- Jeff VanderMeer, Annientamento. Trilogia dell'Area X. Libro primo, trad. di Cristiana Mennella.
- Massimo Zamboni, L'eco di uno sparo. Cantico delle creature emiliane.
- Siri Hustvedt, Il mondo sfolgorante, trad. di Gioia Guerzoni.
- Takashi Hiraide, Il gatto venuto dal cielo, trad. di Laura Testaverde.
- Romolo Bugaro, Effetto domino.
- Emmanuèle Bernheim, È andato tutto bene, trad. di Margherita Botto.
- Yiyun Li, Più gentile della solitudine, trad. di Laura Noulian.
- Phil Klay, Fine missione, trad. di Silvia Pareschi.
- Patrick Modiano, Perché tu non ti perda nel quartiere, trad. di Irene Babboni.
- Jeff VanderMeer, Autorità. Trilogia dell'Area X. Libro secondo, trad. di Cristiana Mennella.
- Marcello Fois, Luce perfetta.
- Chitra Banerjee Divakaruni, La ragazza oleandro, trad. di Federica Oddera.
- Murakami Haruki, Uomini senza donne, trad. di Antonietta Pastore.
- Goliarda Sapienza, Appuntamento a Positano.
- Kazuo Ishiguro, Il gigante sepolto, trad. di Susanna Basso.
- Eugenio Scalfari, L'allegria, il pianto, la vita.
- Javier Marías, Così ha inizio il male, trad. di Maria Nicola.
- Martin Amis, La zona d'interesse, trad. di Maurizia Balmelli.
- Jeff VanderMeer, Accettazione. Trilogia dell'Area X. Libro terzo, trad. di Cristiana Mennella.
- Dan Kavanagh, Duffy, trad. di Norman Gobetti.
- Abraham B. Yehoshua, La comparsa, trad. di Alessandra Shomroni.
- Herman Melville, Moby-Dick o la balena, trad. di Ottavio Fatica.
- Michela Murgia, Chirú.
- Marilynne Robinson, Lila, trad. di Eva Kampmann.
- Murakami Haruki, La strana biblioteca, trad. di Antonietta Pastore, illustrazioni di Lorenzo Ceccotti.
- New York Stories, a cura di Paolo Cognetti.
- Orhan Pamuk, La stranezza che ho nella testa, trad. di Barbara La Rosa Salim.
- Romain Puértolas, La bambina che aveva mangiato una nuvola grande come la Tour Eiffel, trad. di Margherita Botto.
- Alice Munro, Amica della mia giovinezza, trad. di Susanna Basso.
- Tiziano Scarpa, Il brevetto del geco.

### 2016
- Franco Cordelli, Una sostanza sottile.
- Mo Yan, Il Paese dell'alcol, a cura di Maria Rita Masci, trad. di Silvia Calamadrei.
- Patrick Modiano, Incidente notturno, trad. di Emanuelle Caillat.
- Helen Oyeyemi, Boy, Snow, Bird, trad. di Laura Noulian.
- Antonio Pascale, Le aggravanti sentimentali.
- Evan S. Connell, Mrs Bridge, trad. di Giulia Boringhieri.
- Philip Roth, Lasciar andare, trad. di Norman Gobetti.
- Jonathan Franzen, Purity, trad. di Silvia Pareschi.
- Rosetta Loy, Forse.
- Fernanda Torres, Fine, trad. di Daniele Petruccioli.
- Aleksandar Hemon, L'arte della guerra zombi, trad. di Maurizia Balmelli.
- Eugenio Scalfari, Il Labirinto.
- Hans Magnus Enzensberger, Tumulto, trad. di Daniele Idra.
- Franca Valeri, La vacanza dei superstiti (e la chiamano vecchiaia).
- Elizabeth Strout, Mi chiamo Lucy Barton, trad. di Susanna Basso.
- Murakami Haruki, Vento & Flipper, trad. di Antonietta Pastore.
- Elena Varvello, La vita felice.
- Daniel Alarcón, Di notte camminiamo in tondo, trad. di Ada Arduini.
- Sloane Crosley, Il fermaglio, trad. di Laura Noulian.
- Lev Tolstoj, Anna Karenina, trad. di Claudia Zonghetti.
- Auður Ava Ólafsdóttir, Il rosso vivo del rabarbaro, trad. di Stefano Rosatti.
- Guadalupe Nettel, Quando finisce l'inverno, trad. di Federica Niola.
- Chiara Valerio, Storia umana della matematica.
- Julian Barnes, Il rumore del tempo, trad. di Susanna Basso.
- Donald Antrim, La luce smeraldo nell'aria, trad. di Cristiana Mennella.
- Mario Desiati, Candore.
- Maureen Gibbon, Rosso Parigi, trad. di Giulia Boringhieri.
- Hwang Sok-yong, Bianca come la luna, trad. di Andrea De Benedittis.
- Domenico Starnone, Scherzetto.
- Don DeLillo, Zero K, trad. di Federica Aceto.
- Paola Mastrocola, L'amore prima di noi.
- Martin Amis, Futuro anteriore, trad. di Maurizia Balmelli.
- Denis Johnson, Mostri che ridono, trad. di Silvia Pareschi.
- Paolo Cognetti, Le otto montagne.
- Mario Vargas Llosa, Crocevia.
- Marilynne Robinson, Le cure domestiche, trad. di Delfina Vezzoli.
- Alice Munro, Una cosa che volevo dirti da un po', trad. di Susanna Basso.
- Murakami Haruki, Gli assalti alle panetterie, trad. di Antonietta Pastore, illustrato da Igort.

### 2017
- Orhan Pamuk, La donna dai capelli rossi, trad. di Barbara La Rosa Salim.
- Gabriele Pedullà, Lame.
- Sandro Campani, Il giro del miele.
- Donatella Di Pietrantonio, L'Arminuta.
- Chimamanda Ngozi Adichie, Quella cosa intorno al collo, trad. di Andrea Sirotti.
- Antoine Laurain, Rapsodia francese, trad. di Margherita Botto.
- Elena Lappin, In che lingua sogno?, trad. di Laura Noulian.
- Alberto Asor Rosa, Amori sospesi.
- Mary Gaitskill, Velvet, trad. di Maurizia Balmelli.
- Ian McEwan, Nel guscio, trad. di Susanna Basso.
- Hisham Matar, Il ritorno. Padri, figli e la terra fra di loro, trad. di Anna Nadotti.
- Michele Mari, Leggenda privata.
- György Dragomán, Fiamme, trad. di Andrea Rényi.
- Mohsin Hamid, Exit West, trad. di Norman Gobetti.
- Laura Pariani, «Domani è un altro giorno» disse Rossella O'Hara.
- Mo Yan, I quarantuno colpi, a cura di Maria Rita Masci, trad. di Patrizia Liberati.
- Marcello Fois, Del dirsi addio.
- Mark Haddon, I ragazzi che se ne andarono di casa in cerca della paura. Crolla il pontile e altri racconti, trad. di Monica Pareschi.
- Kim Echlin, La vita che non vedi, trad. di Monica Pareschi.
- J. M. Coetzee, I giorni di scuola di Gesú, trad. di Maria Baiocchi.
- Déborah Lévy-Bertherat, I viaggi di Daniel Ascher, trad. di Margherita Botto.
- Juan José Millás, Dall'ombra, trad. di Paolo Collo.
- Elizabeth Strout, Tutto è possibile, trad. di Susanna Basso.
- Aravind Adiga, Selection Day, trad. di Norman Gobetti.
- Peppe Fiore, Dimenticare.
- Jo Baker, L'Irlandese, trad. di Giulia Boringhieri.
- Franca Valeri, La stanza dei gatti. Una chiacchierata con il teatro.
- Paul Auster, 4 3 2 1, trad. di Cristiana Mennella.
- Julian Barnes, Prima di me, trad. di Daniela Fargione.
- Hans Magnus Enzensberger, Parli sempre di soldi! Breve romanzo economico, trad. di Isabella Amico Di Meane, illustrato da Riccardo Guasco.
- Margherita Oggero, Non fa niente.
- Patrick Modiano, Dall'oblio più lontano, trad. di Emanuelle Caillat.
- Roberto Casati, La lezione del freddo.
- André Alexis, Quindici cani. Un apologo, trad. di Laura Noulian.
- Matthew Weiner, Heather, più di tutto, trad. di Silvia Pareschi.
- Larry McMurtry, Lonesome Dove, trad. di Margherita Emo.
- Murakami Haruki, Ranocchio salva Tōkyō, trad. di Giorgio Amitrano, illustrato da Lorenzo Ceccotti.
- Racconti da ridere, a cura di Marco Rossari.
- Charles Dickens, Il Circolo Pickwick, trad. di Marco Rossari.

### 2018
- Auður Ava Ólafsdóttir, Hotel Silence, trad. di Stefano Rosatti.
- Tiziano Scarpa, Il cipiglio del gufo.
- Arlene Heyman, Il buon vecchio sesso fa paura, trad. di Anna Nadotti.
- Sukegawa Durian, Le ricette della signora Tokue, trad. di Laura Testaverde.
- Nicolai Lilin, Il marchio ribelle.
- Sally Rooney, Parlarne tra amici, trad. di Maurizia Balmelli.
- Marco Balzano, Resto qui.
- Jeff VanderMeer, Borne, trad. di Vincenzo Latronico.
- Severino Cesari, Colloquio con Giulio Einaudi.
- Laurie Lico Albanese, La bellezza rubata, trad. di Maria Baiocchi.
- Nathan Englander, Una cena al centro della terra, trad. di Silvia Pareschi.
- Alice Munro, La vita delle ragazze e delle donne, trad. di Susanna Basso.
- Cristina Comencini, Da soli.
- Leonard Michaels, Il club degli uomini, trad. di Katia Bagnoli.
- Zhang Wei, L'antica nave, trad. di Maria Rita Masci.
- Fortunato Cerlino, Se vuoi vivere felice. Ricordi, sogni, invenzioni, bugie, vanità.
- Evan S. Connell, Mr Bridge, trad. di Giulia Boringhieri.
- Marco Rossari, Nel cuore della notte.
- Delphine de Vigan, Le fedeltà invisibili, trad. di Margherita Botto.
- Paolo Giordano, Divorare il cielo.
- Javier Marías, Berta Isla, trad. di Maria Nicola.
- Rossella Milone, Cattiva.
- Michael Frank, I Formidabili Frank, trad. di Federica Aceto.
- Colm Tóibín, La casa dei nomi, trad. di Giovanna Granato.
- Christian Raimo, La parte migliore.
- Ian McGuire, Le acque del Nord, trad. di Andrea Sirotti.
- C. E. Morgan, Lo sport dei re, trad. di Giovanna Scocchera.
- Elif Batuman, L'idiota, trad. di Martina Testa.
- Kawakami Hiromi, I dieci amori di Nishino, trad. di Antonietta Pastore.
- Julian Barnes, L'unica storia, trad. di Susanna Basso.
- Evelina Santangelo, Da un altro mondo.
- Andrea Pomella, L'uomo che trema.
- Mick Kitson, Sal, trad. di Norman Gobetti.
- Sebastian Barry, Giorni senza fine, trad. di Cristiana Mennella.
- Alice Zeniter, L'arte di perdere, trad. di Margherita Botto.
- Murakami Haruki, L'assassinio del Commendatore. Libro primo. Idee che affiorano, trad. di Antonietta Pastore.
- Paola Mastrocola, Leone.
- Patrick Modiano, Ricordi dormienti, trad. di Emanuelle Caillat.
- Paolo Cognetti, Senza mai arrivare in cima. Viaggio in Himalaya.
- Kazuo Ishiguro, Crooner, trad. di Susanna Basso, illustrato da Bianca Bagnarelli.
- Larry McMurtry, Le strade di Laredo, trad. di Margherita Emo e Cristiana Mennella
- Francesco Piccolo, L'animale che mi porto dentro.
- Denis Johnson, Jesus' Son, trad. di Silvia Pareschi.
- Racconti parigini, a cura di Corrado Augias.
- Lev Tolstoj, Guerra e pace, trad. di Emanuela Guercetti, prefazione di Leone Ginzburg.
- Abraham B. Yehoshua, Il tunnel, trad. di Alessandra Shomroni.

### 2019
- Jen Beagin, Facciamo che ero morta, trad. di Federica Aceto.
- Murakami Haruki, L'assassinio del Commendatore. Libro secondo. Metafore che si trasformano, trad. di Antonietta Pastore.
- Paolo Colagrande, La vita dispari.
- Marco Missiroli, Fedeltà.
- Imogen Hermes Gowar, La sirena e Mrs Hancock, trad. di Monica Pareschi.
- Lidia Yuknavitch, Il libro di Joan, trad. di Laura Noulian.
- I racconti delle donne, a cura di Annalena Benini.
- Joe Dunthorne, Gli adulteranti, trad. di Giulia Boringhieri.
- Julian Barnes, Guardando il sole, trad. di Daniela Fargione.
- Paolo Maurensig, Il gioco degli dèi.
- Valeria Parrella, Almarina.
- Rachel Kushner, Mars Room, trad. di Giovanna Granato.
- Annalena McAfee, Ritorno a Fascaray, trad. di Daniele Petruccioli.
- Patrizia Cavalli, Con passi giapponesi.
- Andrés Neuman, Frattura, trad. di Federica Niola.
- Sally Rooney, Persone normali, trad. di Maurizia Balmelli.
- J. M. Coetzee, Bugie, trad. di Maria Baiocchi.
- Kawamura Genki, Se i gatti scomparissero dal mondo, trad. di Anna Specchio.
- Mo Yan, I tredici passi, trad. di Maria Rita Masci.
- Chip Cheek, Luna di miele a Cape May, trad. di Giovanni Garbellini.
- Siri Hustvedt, Ricordi del futuro, trad. di Laura Noulian.
- Jonas Hassen Khemiri, La clausola del padre, trad. di Katia De Marco.
- Marcello Fois, Pietro e Paolo.
- Ian McEwan, Macchine come me e persone come voi, trad. di Susanna Basso.
- Chiara Valerio, Il cuore non si vede.
- Auður Ava Ólafsdóttir, Miss Islanda, trad. di Stefano Rosatti.
- Denis Johnson, La generosità della sirena, trad. di Silvia Pareschi.
- Ernesto Ferrero, Francesco e il Sultano.
- Jonathan Littell, Una vecchia storia. Nuova versione, trad. di Margherita Botto.
- Daniele Vicari, Emanuele nella battaglia.
- Elizabeth Macneal, La fabbrica delle bambole, trad. di Giovanni Scocchera.
- Nicolai Lilin, Le leggende della tigre.
- Bret Easton Ellis, Bianco, trad. di Giuseppe Culicchia.
- Keith Gessen, Un paese terribile, trad. di Katia Bagnoli.
- I racconti delle tenebre, a cura di Fabio Genovesi.
- Martín Caparrós, Tutto per la patria, trad. di Sara Cavarero.
- Murakami Haruki, L'assassinio del Commendatore. Edizione integrale, trad. di Antonietta Pastore, illustrato da Noma Bar.
- Domenico Starnone, Confidenza.
- Melania G. Mazzucco, L'architettrice.
- Emily Brontë, Cime tempestose, nuova traduzione di Monica Pareschi.

### 2020
- R. O. Kwon, Gli incendiari, trad. di Giulia Boringhieri
- Sara Collins, Le confessioni di Frannie Langton, trad. Federica Oddera
- Sandro Bonvissuto, La gioia fa parecchio rumore
- Jamil Jan Kochai, Novantanove notti nel Lowgar, trad. Norman Gobetti
- Delphine de Vigan, Le gratitudini, trad. M. Botto
- Sara Loffredi, Fronte di scavo
- Hisham Matar, Un punto di approdo, trad. A. Nadotti
- Sandro Campani, I passi nel bosco
- Elizabeth Strout, Olive, ancora lei, trad. S. Basso
- Andrea Pomella, I colpevoli
- Carole Fives, Fino all'alba
- Tash Aw, Noi, i sopravvissuti, trad. Anna Nadotti
- Ian McEwan, Lo scarafaggio, trad. S. Basso
- Annabel Abbes, Frieda, trad. F. Aceto
- Atiq Rahimi, I portatori d'acqua, trad. Yasmina Mélaouah
- Paolo Malaguti, Se l'acqua ride
- Nathan Englander, Kaddish.com, trad. S. Pareschi
- Tiziano Scarpa, La penultima magia
- J. M. Coetzee, La morte di Gesù
- Andrés Neuman, La vita alla finestra, trad. S. Sichel
- Takagi Akimitsu, Il mistero della donna tatuata, trad. A. Pastore
- Hwang Sōk-Yōng, Tutte le cose della nostra vita, trad. A. De Benedittis
- Michael Frank, Quello che manca, trad. F. Aceto
- Mark Haddon, La focena, trad. Monica Pareschi
- Elena Varvello, Solo un ragazzo
- Regina Porter, I viaggiatori, trad. N. Gobetti
- Paolo Maurensig, Pimpernel. Una storia d'amore
- Javier Marías, Tutti i racconti, trad. Glauco Felici, V. Nardoni e M. Nicola
- Ta-Nehisi Coates, Il danzatore dell'acqua, trad. N. Gobetti
- Cristina Comencini, L'altra donna
- Domenico Starnone, Via Gemito
- Mario Vargas Llosa, Tempi duri, trad. F. Niola
- Nicola Lagioia, La città dei vivi
- Einar Kārason, Gabbiani nella tempesta, trad. S. Rosatti
- Donatella Di Pietrantonio, Borgo Sud
- Murakami Haruki, Abbandonare un gatto, trad. A. Pastore
- Julian Barnes, L'uomo con la vestaglia rossa, trad. D. Fargione
- AA. VV., Racconti spirituali, a cura di Armando Buonaiuto con uno scritto di Gabriella Caramore

### 2021
- Jami Attenberg, Tutto questo potrebbe essere tuo, trad. C. Mennella
- Johann Wolfgang Goethe, I dolori del giovane Werther, trad. Enrico Ganni
- Larry McMurtry, Voglia di tenerezza, trad. M. Emo
- Domenico Starnone, Vita mortale e immortale della bambina di Milano
- Carmen Totaro, Un bacio dietro al ginocchio
- Mario Desiati, Spatriati
- Mary Gaitskill, Questo è il piacere, trad. M. Balmelli
- Marco Balzano, Quando tornerò
- Bob Raphael Waksberg, Qualcuno che ti ami in tutta la tua gloria devastata, trad. Marco Rossari
- Murakami Haruki, Prima persona singolare, trad. A. Pastore
- Genki Kawamura, Non dimenticare i fiori, trad. A. Specchio
- Michele Mari, Le maestose rovine di Sferopoli
- AA. VV., Le ferite. Quattordici grandi racconti per i cinquant'anni di Medici Senza Frontiere, a cura di Caterina Bonvicini
- Noriko Morishita, La mia vita con i gatti, trad. L. Testaverde
- Maurizio Torchio, L'invulnerabile altrove
- Kazuo Ishiguro, Klara e il Sole, trad. Susanna Basso
- Marilynne Robinson, Jack, trad. E. Kampmann
- Maaza Mengiste, Il re ombra, trad. Anna Nadotti
- Isabella Hammad, Il parigino, trad. G. Boringhieri
- Han Shaogong, Il dizionario di Maqiao, trad. M. R. Masci e P. Liberati
- Rebecca Makkai, I grandi sognatori, trad. C. Mennella
- Ester Armanino, Contare le sedie
- Sophie Mackintosh, Biglietto blu, trad. Norman Gobetti
- Annalena McAfee, Belladonna, trad. Daniele Petruccioli
- Nazanine Hozar, Aria, trad. Laura Noulian
- Naomi Ishiguro, Vie di fuga, trad. M. Emo
- Massimo Zamboni, La trionferà
- Ian McGuire, L'astemio, trad. A. Sirotti
- Paolo Milone, L'arte di legare le persone
- Don De Lillo, Il silenzio, trad. F. Aceto
- Marie Darrieussecq, Il mare sottosopra, trad. M. Balmelli
- Margherita Oggero, Il gioco delle ultime volte
- Jonathan Franzen, Crossroads, trad. Silvia Pareschi
- Patrick Modiano, Inchiostro simpatico, trad. Emanuelle Caillat
- Daniele Del Giudice, Lo stadio di Wimbledon
- Rose Tremain, Isole di grazia, trad. G. Scocchera
- Paolo Cognetti, La felicità del lupo
- Antonio Pascale, La foglia di fico
- Abraham B. Yehoshua, La figlia unica,